# Traducción médica

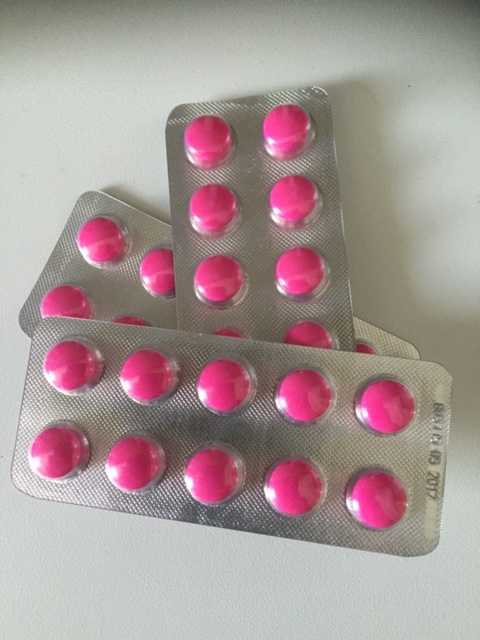
Producto farmacéutico

La traducción médica forma parte de la traducción científica y técnica e incluye la traducción de documentación y programas informáticos o de formación continua sobre temas técnicos, de registros, clínicos o de estudios de mercado, en los campos farmacéutico, de materiales clínicos y de la salud. 

## Registro sanitario
La mayoría de los países tienen, como requisito para la distribución de cualquier producto farmacéutico o de material clínico dentro de sus fronteras, la traducción al idioma oficial del país de toda la documentación y etiquetado de dichos productos. A menudo, también solicitan la traducción de la documentación necesaria para realizar ensayos clínicos y así facilitar la comprensión de la misma al personal sanitario, a los pacientes y a los representantes legales. Las solicitudes para registrar estos productos farmacéuticos o clínicos en los países donde se van a distribuir deben de ser así mismo traducidas.
Debido a la naturaleza técnica, confidencial y reguladora de los diferentes documentos y textos que se traducen en el mundo de la medicina, los traductores que trabajan en este campo se ven obligados a menudo a prepararse académicamente para alcanzar un dominio aceptable, no solo del vocabulario especializado sino, además, de los procedimientos descritos en los textos que traducen, de forma que la traducción obtenida sea clara, concisa y fiel al original.

## Procedimiento
La traducción médica es con frecuencia un proceso integrado por diferentes etapas y, por este motivo, suele realizarlo una agencia de traducción que se encargará de supervisar tanto el proyecto de traducción como al equipo de traductores. Las etapas del proceso de traducción incluyen:
- Extracción del texto del soporte informático de partida.
- Traducción: conversión del idioma del texto de partida al idioma del texto meta.
- Edición: lectura y revisión por parte de una persona diferente a la que ha realizado la traducción para asegurar la correcta utilización de la terminología aprobada y que el estilo y el tono sean apropiados.
- Publicación: la traducción se lleva a un soporte idéntico al del documento de partida (documento de MS Word, página de Internet, programa de aprendizaje virtual).
- Corrección de pruebas: sirve para confirmar que la traducción se visualiza correctamente, sin texto mal formateado, que la puntuación es correcta y que la configuración de líneas y páginas es la deseada.
- Revisión: un nativo experto en la materia revisa la traducción para comprobar que cumple todas las especificaciones y especificidades del producto o terapia.

## Calidad y estándares
La naturaleza crítica de los textos médicos requiere que se ponga mucho énfasis en la calidad de la traducción. 
La industria médica internacional está muy regulada y las empresas que necesitan traducir documentación escogen normalmente agencias de traducción certificadas o que cumplan una o más de las siguientes normas de calidad estándar:
- ISO 9001: sistema de calidad estándar
- EN 15038: estándar europeo para la calidad de los servicios de traducción
- ISO 13485: estándar mundial para la fabricación de material médico

## Páginas externas
- Los desafíos de vender en diferentes países
- Prefijos y sufijos médicos en inglés y en español
- Glosario obstétrico-ginecológico en inglés-español. Prefijos y sufijos médicos en inglés y en español
- Guía práctica para la traducción del resumen de características del producto, del prospecto para el paciente y del etiquetado
- Normas de la escritura científica Archivado el 8 de abril de 2015 en Wayback Machine., Gonzalo Claros, Universidad de Málaga

- Datos: Q6806616